# Alternativa Democratica (Malta)
Alternativa Democratica (in maltese: Alternattiva Demokratika) è stato un partito politico ambientalista maltese.

## Storia
Alternativa Democratica è stato fondato nel 1989 dall'ex Presidente del partito laburista maltese Toni Abela e dal parlamentare Wenzu Mintoff.
Il partito si presentò per la prima volta alle elezioni nel 1992 ottenendo solo l'1,69% (uno dei suoi risultati migliori) e non riuscendo ad eleggere alcun deputato in Parlamento. Alle successive tornate elettorali del 1996 e del 1998 i consensi verso il partito diminuirono ulteriormente e nel 1998 Abela e Mintoff rientrarono nel partito laburista.
Nel 2003 il partito si schierò a fare del "Sì" nel referendum sull'adesione di Malta all'Unione europea. Alle elezioni del 2004 il partito ottenne un risultato molto modesto alle elezioni politiche (0,7%) ma alle successive europee superò il 9,3% ed il suo leader, Arnold Cassola per poco non riuscì ad essere eletto europarlamentare.
Nel 2008 Alternativa Democratica migliora leggermente i propri consensi (1,31%) ma l'anno dopo, alle elezioni europee, non riesce a bissare il successo di cinque anni prima.
Alle elezioni del marzo 2013 il partito ha ottenuto il suo miglior risultato di sempre (1,8% con poco più di 5.500 preferenze) ma non è riuscito ad eleggere alcun deputato in Parlamento.
Alle elezioni del 2017 il partito ecologista AD ha partecipato con dei candidati.
Il 17 ottobre 2020 il soggetto politico confluisce nel nuovo partito ecologista AD+PD, insieme al Partito Democratico.

## Leader
I leader del partito sono stati:
- Wenzu Mintoff (1989-1998)
- Harry Vassallo (1998-2008)
- Arnold Cassola (2008-2009)
- Michael Briguglio (2009-2013)
- Arnold Cassola[4] (2013-2020)

## Risultati elettorali
| Elezione          | Voti   | %    | Seggi  |
| ----------------- | ------ | ---- | ------ |
| Parlamentari 1992 | 4.186  |      | 0 / 65 |
| Parlamentari 1996 | 3.820  |      | 0 / 69 |
| Parlamentari 1998 | 3.209  |      | 0 / 65 |
| Parlamentari 2003 | 1.929  |      | 0 / 65 |
| Europee 2004      | 29.013 |      | 0 / 5  |
| Parlamentari 2008 | 3.810  |      | 0 / 69 |
| Europee 2009      | 5.802  |      | 0 / 5  |
| Parlamentari 2013 | 5.471  |      | 0 / 67 |
| Europee 2014      | 7.418  |      | 0 / 6  |
| Parlamentari 2017 | 2.564  |      | 0 / 67 |
| Europee 2019      | 1.866  | 0,72 | 0 / 6  |